# 迁西构造期
迁西构造期，简称迁西期，是古太古代（36-32億年前）期间的构造期，在此期间，在今中国及周边地区发生了迁西运动或称迁西事件。迁西运动是以河北迁西县命名的，在内蒙古也叫兴和运动。
迁西期是今中国及周边地区的第一个构造期，是古陆块形成和陆壳克拉通化的时期。由于年代过于久远，目前的研究还极不充分。